# Raffaele Calabro
Raffaele Calabro (Minervino di Lecce, 10 luglio 1940 – Andria, 4 agosto 2017) è stato un vescovo cattolico italiano.

## Biografia

### Ministero sacerdotale
Fu ordinato presbitero il 15 marzo 1964 dal vescovo Gaetano Pollio per l'arcidiocesi di Otranto.
Svolse gran parte del suo ministero pastorale nel servizio diplomatico della Santa Sede, prima all'estero, nelle nunziature apostoliche del Brasile (1968-1971), dell'Australia (1971-1974) e della Germania (1975-1980), e poi in Vaticano, nel Consiglio per gli Affari Pubblici della Chiesa (1980-1989).

### Ministero episcopale
Il 19 novembre 1988 fu eletto vescovo di Andria da papa Giovanni Paolo II. Ricevette la consacrazione episcopale il 6 gennaio 1989 presso la basilica di San Pietro in Vaticano dallo stesso Papa, co-consacranti gli arcivescovi (poi cardinali) Edward Idris Cassidy, sostituto per gli affari generali e José Tomás Sánchez, segretario della Congregazione per l'evangelizzazione dei popoli. Iniziò ufficialmente il ministero episcopale nella diocesi il 29 gennaio successivo.
Fu presidente della Commissione pastorale regionale della Conferenza episcopale pugliese (CEP) e membro della Commissione episcopale per l'educazione cattolica, la scuola e l'università della Conferenza Episcopale Italiana.
Nel 2007 e nel 2013 si recò in Vaticano per la visita ad limina.
Nel 2000 portò a termine il restauro dell'ex cattedrale di Santa Maria Assunta di Minervino Murge.
Il 29 gennaio 2016 papa Francesco accolse la sua rinuncia al governo pastorale della diocesi per raggiunti limiti d'età. Nello stesso giorno, il Santo Padre nomina Luigi Mansi quale suo successore alla guida della Diocesi.
Morì per un arresto cardiaco il 4 agosto 2017, a 77 anni, nella sua casa ad Andria e i funerali si tennero il 7 agosto successivo nella cattedrale di Andria, presieduti da Francesco Cacucci, arcivescovo metropolita di Bari-Bitonto.
Il 28 gennaio 2022 nella cattedrale di Andria il vescovo Luigi Mansi ha presieduto la concelebrazione eucaristica in occasione della traslazione della sua salma, che è tumulata nella cripta della chiesa.
Durante il suo episcopato alla guida della diocesi si annoverano: la costruzione di 6 nuovi complessi parrocchiali, la creazione della Casa di Accoglienza "Santa Maria Goretti", l'inaugurazione della casa famiglia "Madonna di Guadalupe" , la costruzione della Biblioteca Diocesana "San Tommaso d'Aquino" nonché l'ordinazione di ben 42 presbiteri diocesani.

## Genealogia episcopale
La genealogia episcopale è:
- Cardinale Scipione Rebiba
- Cardinale Giulio Antonio Santori
- Cardinale Girolamo Bernerio, O.P.
- Arcivescovo Galeazzo Sanvitale
- Cardinale Ludovico Ludovisi
- Cardinale Luigi Caetani
- Cardinale Ulderico Carpegna
- Cardinale Paluzzo Paluzzi Altieri degli Albertoni
- Papa Benedetto XIII
- Papa Benedetto XIV
- Papa Clemente XIII
- Cardinale Enrico Benedetto Stuart
- Papa Leone XII
- Cardinale Chiarissimo Falconieri Mellini
- Cardinale Camillo di Pietro
- Cardinale Mieczysław Halka Ledóchowski
- Vescovo Jan Maurycy Paweł Puzyna de Kosielsko
- Arcivescovo Józef Bilczewski
- Arcivescovo Bolesław Twardowski
- Arcivescovo Eugeniusz Baziak
- Papa Giovanni Paolo II
- Vescovo Raffaele Calabro